# La Bête (2023)
La Bête is een Frans-Canadese romantische sciencefictionfilm uit 2023, geregisseerd en geschreven door Bertrand Bonello en losjes gebaseerd op The Beast in the Jungle van Henry James uit 1903. De hoofdrollen worden gespeeld door Léa Seydoux en George MacKay.

## Verhaal
In 2044 zijn emoties een bedreiging geworden. Daarom besluit Gabrielle haar DNA te laten zuiveren in een machine die haar in haar vorige levens zal storten en haar van alle sterke gevoelens zal verlossen. Ze ontmoet dan Louis en voelt een krachtige verbinding, alsof ze hem altijd al heeft gekend. Het verhaal ontvouwt zich over drie verschillende perioden: 1910, 2014 en 2044.

## Rolverdeling
| Acteur           | Personage    |
| ---------------- | ------------ |
| Léa Seydoux      | Gabrielle    |
| George MacKay    | Louis        |
| Guslagie Malanda | Poupée Kelly |
| Dasha Nekrasova  | Dakota       |
| Martin Scali     | Georges      |
| Elina Löwensohn  | Clairvoyant  |
| Marta Hoskins    | Gina         |
| Julia Faure      | Sophie       |
| Kester Lovelace  | Tom          |
| Félicien Pinot   | Augustin     |
| Laurent Lacotte  | Architect    |

## Release en ontvangst
La Bête ging op 3 september 2023 in première op het Filmfestival van Venetië in de competitie voor de Gouden Leeuw. De film kreeg overwegend positieve kritieken van de filmcritici, met een score van 86% op Rotten Tomatoes, gebaseerd op 35 beoordelingen.

## Prijzen en nominaties
De belangrijkste:
| Jaar | Prijs                    | Categorie    | Genomineerde(n)  | Uitslag     |
| ---- | ------------------------ | ------------ | ---------------- | ----------- |
| 2023 | Filmfestival van Venetië | Gouden Leeuw | Bertrand Bonello | Genomineerd |